# Boždarevac
Boždarevac (Servisch cyrillisch Бождаревац) is een plaats in de Servische gemeente Barajevo. De plaats telt 1218 inwoners (2002).